# 金口石蜑螺
金口石蜑螺（学名：Clithon chlorostomum），是原始腹足目蜑螺科石蜑螺属的一种。主要分布于台湾，常栖息在潮间带、岩礁及海蚀平台上的潮池中。